# Scariates basipennis
Scariates basipennis là một loài bọ cánh cứng trong họ Cerambycidae.